# Deadpool (pel·lícula)
Deadpool és una pel·lícula de superherois nord-americana basada en el personatge de Marvel Comics del mateix nom. Dirigida per Tim Miller, i que és un spin-off de les pel·lícules dels X-Men després que aparegués en una d'elles com a enemic. La pel·lícula és protagonitzada per: Ryan Reynolds, Morena Baccarin, Ed Skrein, Gina Carano i TJ Miller.

## Història
El desenvolupament de la pel·lícula va començar amb New Line Cinema el febrer de 2004. No obstant això, el març de 2005, New Line Cinema es va desinteressar per la pel·lícula i 20th Century Fox va continuar el projecte. El maig de 2009, 20th Century Fox va prestar la pel·lícula als escriptors, i a l'abril de 2011, Miller va ser contractat per dirigir-la. El rodatge va començar a Vancouver, Canadà al març de 2015.

## Argument
Després de ser un exagent de les Forces Especials dels EUA, Wade Wilson se sotmet a un experiment per salvar la seva vida que el deixa amb poders curatius accelerats i altres habilitats sorprenents. Wilson adopta el nom de Deadpool per caçar l'home que gairebé va destruir la seva vida, tot amb una fosca intenció i amb molt sentit de l'humor.

## Repartiment
- Ryan Reynolds com a Deadpool.
- Morena Baccarin com a Copycat.
- Ed Skrein com a Ajax.
- Gina Carano com a Angel Dust.
- T. J. Miller com a Weasel.
- Brianna Hildebrand com a Negasonic.
- Stefan Kapicic com a Colossus.
- Leslie Uggams com a Blind Al.
- Hugh Jackman com a Wolverine (Cameo).

## Seqüeles

### Deadpool 2
Abans de l'estrena de Deadpool Fox va donar llum verda a una seqüela amb Reese i Wernick tornant per escriure el guió. La implicació de Reynolds i Tim Miller es va confirmar a la 2016 CinemaCon a l'abril, però Miller va deixar la pel·lícula a finals d'octubre per "diferències creatives mútues" amb Reynolds. El mes següent, el director David Leitch va signar per dirigir la seqüela. Leitch va fer primer un curtmetratge, No Good Deed, que va ser escrit per Reese i Wernick.
Deadpool 2 es va estrenar el 18 de maig de 2018, amb Baccarin, T. J. Miller, Uggams, Hildebrand i Kapičić. Josh Brolin i Zazie Beetz es van unir a ells com a Cable i Domino respectivament, membres de X-Force al costat de Deadpool.

### Deadpool 3
El març de 2017, Reese va dir que una futura pel·lícula centrada en X-Force estaria separada de Deadpool 3, "així que crec que podrem prendre dos camins. X-Force és on estem proposant alguna cosa més gran, però Deadpool 3 és on estem contractant i mantenint-nos personals i petits." Després que s'anunciés l'adquisició de Fox per part de Disney el desembre de 2017 i es completés el març de 2019, Bob Iger va dir que Deadpool i altres propietats de Marvel a Fox s'integrarien amb el Marvel Cinematic Universe (MCU) sota Marvel Studios. El desembre de 2019, Reynolds va confirmar que una tercera pel·lícula Deadpool estava en desenvolupament a Marvel Studios; Kevin Feige també ho va dir el gener de 2021. Va confirmar que la tercera pel·lícula de Deadpool se situaria a l'MCU.
El març de 2022, Shawn Levy (que anteriorment havia col·laborat amb Reynolds a Free Guy i The Adam Project) es va unir com a director, amb Reese i Wernick tornant a escriure el guió. Esrà previst que la pel·lícula s'estreni el 8 de novembre de 2024, amb Hugh Jackman repetint el seu paper de Wolverine.